# Падель (спорт)
Падель (англ. padel) — ракетковий вид спорту. Він відрізняється від виду спорту, відомого в США та Канаді як паддл теніс.
У падель, зазвичай, грають у парному розряді на закритому майданчику, приблизно на 25 % меншому від розміру тенісного корту. Рахунок гри ведуть так само, як і в звичайному тенісі, а м'яч для подібний, але з дещо меншим тиском усередині. Основні відмінності полягають у тому, що корт оточують стіни, і м'ячі можуть відбиватись від них як у грі у сквош, для гри використовують тверді безструнні ракетки. Висота поданого м'яча має бути на рівні пояса або нижче його рівня.
Падель не слід плутати з тенісом на платформі — зимовим та літнім видом спорту, в який зазвичай грають у заміських клубах США та Канади, а корти підігрівають знизу для усунення снігу та води. Корт, правила та стиль гри доволі різні.

## Історія
Цей вид спорту був винайдений в Акапулько, Мексика, Енріке Коркуерою 1969 року. У наш час він найпопулярніший в Іспанії, Мексиці, Італії та Андоррі, а також в латиноамериканських країнах, таких як Аргентина, хоча зараз він починає швидко поширюватися Європою та іншими континентами.
Padel Pro Tour (PPT) — це професійна схема паделів, яка була створена 2005 року внаслідок домовленості між групою організаторів матчів з паделю, Асоціацією професійних гравців паделя (AJPP) та Іспанською жіночою асоціацією паделю (AFEP). На сьогодні найважливіший регулярний турнір з паделю це Всесвітній тур на паделях (WPT), який розпочався в Іспанії, хоча вже досяг міжнародного визнання. 2014 року WPT здійснив подорож до Португалії, Аргентини та Дубаю.
Популярність цього виду спорту на узбережжі Коста-дель-Соль на півдні Іспанії та в Алгарві на півдні Португалії привела до великої кількості британських відвідувачів, що, своєю чергою, привело до зростання популярності цього виду спорту у Великій Британії та заснування Федеральної федерації паделю 2011 року.

### Сполучені Штати
Американська асоціація паделю була заснована в Чаттанузі, штат Теннессі в 1993 році, і відкрила два корти в районі Чаттануги. Американська асоціація паделю була створена 1995 року та побудувала свої перші корти в приватному клубі в Г'юстоні, штат Техас, для показових ігор. Перші громадські корти відкрилися в Маямі, штат Флорида, 2009 року, а відтоді й у Лос-Анджелесі відкрилося кілька клубів.
У падель грають у національному тенісному містечку USTA в Орландо, штат Флорида. Чотири додаткові корти відкрили в червні 2021 року. Офіційні турніри заплановані на осінь 2021 року.

### Сінгапур
2014 року Швейцарський клуб у Сінгапурі відкрив перший майданчик для паделю в Сінгапурі.

### Єгипет
Спорт був представлений 2014 року з відкриттям деяких кортів у передмістях поблизу Каїра. Популярність спорту зростала повільно в перші роки, аж до 2020 року, коли популярність цього виду сягнула піку. Унаслідок чого було побудовано більше кортів у кількох місцях, переважно навколо Каїра, а також в Александрії та Ель-Гуні. Часто проводять турніри, де гравці можуть платити за участь, а переможці заробляють призові гроші. Поточний формат турнірів це три рівні: A, B та C.

### Данія
Перший корт паделя в Данії був заснований у Фредерісії 2007 року. Він не був схвалений Данською асоціацією паделя як перший, однак для громадськості його називають «першим». Декілька клубів досі використовують цей корт старої школи і для відпочинку, і для проведення турнірів. Місцевий клуб «Padøl-banden» — гордиться кортовим записом — найдовшого зіграного матчу. 2012 року вони провели 11 годин 52 хвилини впродовж одного матчу.

### Фінляндія
Падель з'явився у Фінляндії 2003 року. Офіційний запуск офіційної організації спорту відбувся 26 листопада 2009 року.
Справжня популярність паделя почалася після 2016 року, з вибухом популярності під час зростання пандемії Корони.
У Фінляндії в падель зараз можна грати в 65–70 місцях. Згідно зі статистичними даними фінської федерації паделю, на початок 2021 року було 206 кортів, але насправді 250 уже існує, а заплановано близько 150 нових.

## Корт

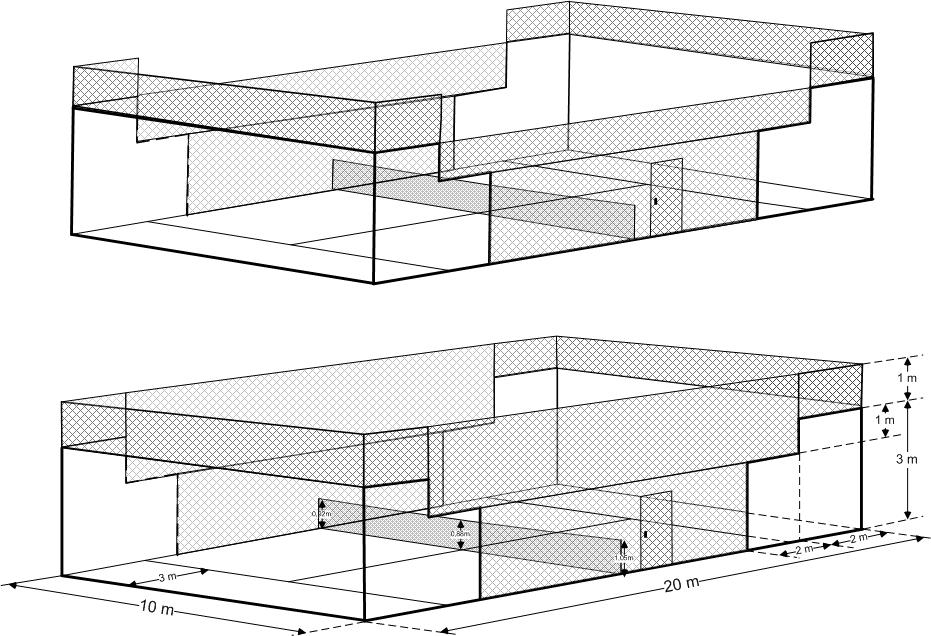
Розміри корту паделя

Правила паделя встановлюють, що ігрове поле має бути прямокутником 10 метрів шириною (задня стінка) і 20 метрів довжиною (бічна стінка) (з допуском 0,5 %), закритими стінками. У середині ігрового поля буде розташована сітка, що розділяє майданчик навпіл, сітка має максимальну висоту 88 см у центрі, піднімаючись до 92 см з боків (з 0,5 сантиметрів допустимого відхилення).
Надбудова виконана із з'єднання панелей заввишки 3 м х 2 м завширшки, з додатковою висотою сітки 1 м над задньою скляною стінкою (10 м стін). Ця додаткова висота 1 м продовжується 2 м від кожного кута над бічними стінками. Це означає, що задні стінки та кути обслуговування насправді мають висоту 4 м, а решта бічних стін — 3 м заввишки.
Скляні панелі складають задні стінки та бокові стінки (найближчі 2 бокові панелі до задніх стінок), тоді як металеві сітчасті панелі займають боки.
Лінії обслуговування розміщені на 3 метрах перед задньою стінкою, а посередині буде ще одна лінія, яка ділить центральний прямокутник навпіл. Усі лінії мають 5 см завширшки і мають бути добре видимими.
Мінімальна висота між ігровим полем та перешкодою (наприклад, стелею) становить 6 метрів .

## Факти

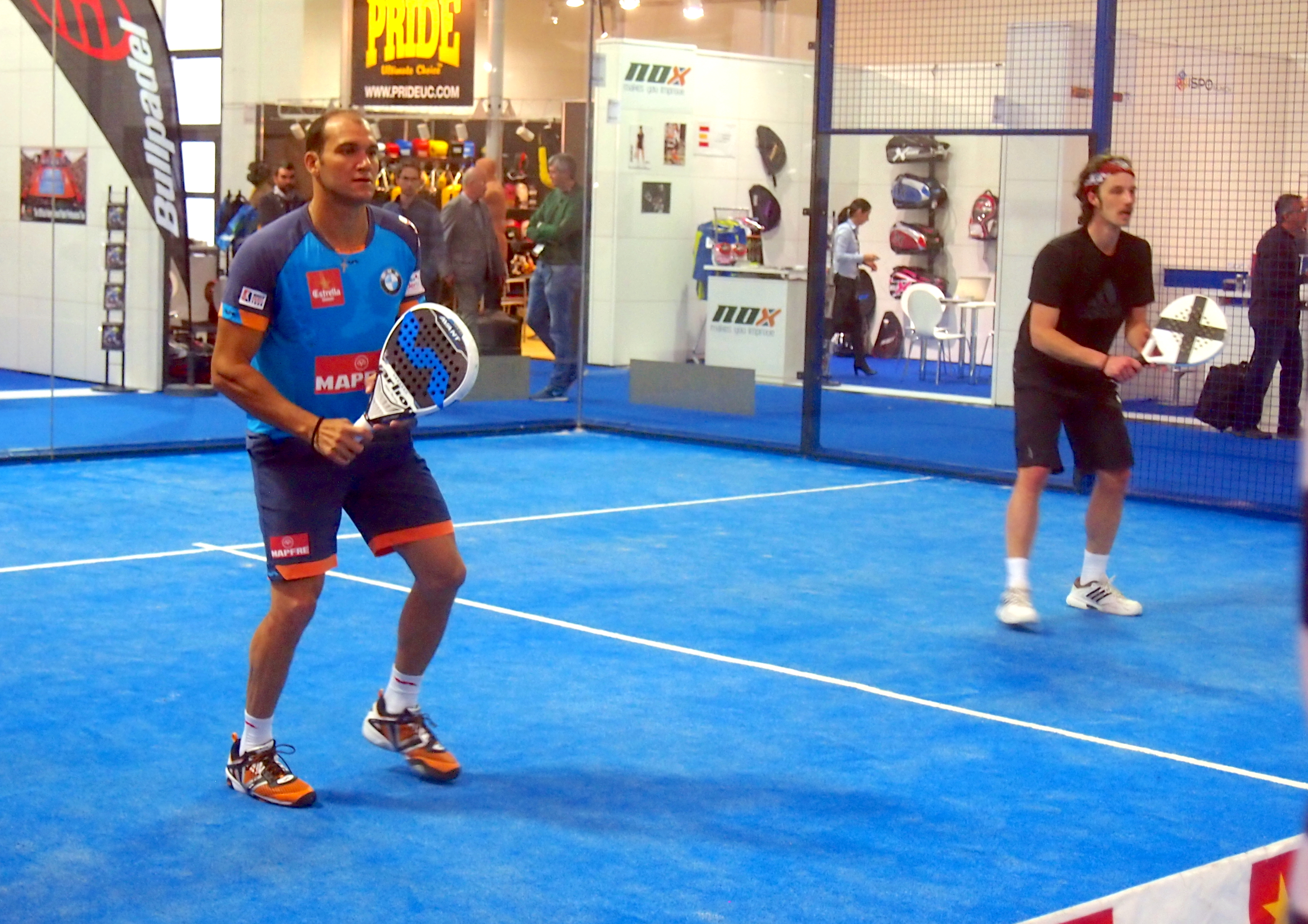
Площа паделя на ISPO 2014

- Гравці: одиночні використовують 6 метрів замість 10 метрів.
- Подачі: І перша, і друга подачі повинні бути відкладеними.
- Оцінка: Метод підрахунку очок такий же, як і в тенісі.
- М'яч: Подібний до м'ячів для тенісу. Іноді використовують тенісні м'ячі.
- Падель-ракетка: Тверда, без струн. Може бути перфорована.
- Стіни: Стіни використовують як простір для гри.